# 1772 год в литературе

## События
- 5 января состоялась премьера комедии, которую сочинил и поставил своими силами маркиз де Сад.
- 27 июня возбуждено так называемое «Марсельское дело» против маркиза де Сада.
- В сентябре, приговорённый к смертной казни маркиз де Сад бежал из тюрьмы в Италию.
- Год вступления на литературное поприще Дьёрдя Бешшеньеи, считается началом новой эпохи в венгерской литературе, сам писатель является основателем так называемой «французской школы»[1].
- В России стали издаваться литературные сатирические журналы «Старина и новизна», «Вечера», «Живописец».
- Запрещена пьеса «Жан Генюэр» Луи-Себастьяна Мерсье.
- Николай Иванович Новиков опубликовал «Опыт исторического словаря о русских писателях», где было перечислено 220 имен литераторов той поры.
- Основано «Норвежское общество», в задачи которого входило и возрождение национальной норвежской литературы.
- Иоганн Генрих Фосс основал гёттингенскую группу поэтов «Союз рощи» («Гёттингенская роща»), одно из ответвлений предромантического движения «Бури и натиска».

## Книги

Заглавная страница книги «Житие и славные дела государя императора Петра Великого»

- 28 ноября впервые напечатана Библия на мэнском языке.
- «Житие и славные дела государя императора Петра Великого» Захария Орфелина.
- Роман «Влюблённый дьявол» («Le diable amoureux») Жака Казота.
- Трагедия «Агис» Дьёрдя Бешшеньеи.
- Драма Гёте «Трагедия Гретхен» (нем. «Gretchentragödie»)
- Пьеса «Ирландская вдова» Дэвида Гаррика.
- Трагедия «Эмилия Галотти» Г. Э. Лессинга.
- «Эйнар Тамбешельвер» — первая норвежская трагедия на историческую тему Юхана Нурдаля Бруна.
- «История и современное состояние открытий, относящихся к зрению, свету и цветам» Джозефа Пристли.
- «Древности Англии и Уэльса» Фрэнсиса Гроуза.
- Сатиры в прозе «Fruditos a la Violeta, curso completo de todos los ciencias» Хосе Кадальсо.
- «Досуги, или собрание сочинений и переводов Попова» Михаила Ивановича Попова.

## Родились
- 15 января — Джеймс Баллантайн, британский редактор и издатель, друг и соратник писателя Вальтера Скотта (умер 1833).
- 10 марта — Фридрих Шлегель, немецкий писатель, поэт (умер 1829).
- 11 апреля — Мануэль Хосе Кинтана, испанский поэт и писатель (умер 1857).
- 2 мая — Новалис, немецкий писатель, поэт, мистик, один из йенских романтиков (умер 1801).
- 14 сентября — Йозеф Алоис Глейх, австрийский писатель, драматург и поэт (умер 1841).
- 27 сентября — Шандор Кишфалуди, венгерский поэт и драматург (умер 1844).
- 21 октября — Сэмюэл Тейлор Кольридж, английский поэт-романтик, выдающийся представитель «озёрной школы» (умер 1834).
- 2 ноября — Иоганн Ладислаус Пиркер, епископ, венгерский писатель и драматург (умер 1847).
- 6 декабря — Генри Фрэнсис Кэри, английский писатель (умер 1844).

## Скончались
- 26 марта — Шарль Пино Дюкло, французский писатель, историк (родился 1704).
- 29 марта — Эммануил Сведенборг, шведский литератор, автор теософских сочинений (родился 1688).
- 7 октября — Джон Вулман, североамериканский эссеист (родился 1720).
- 10 ноября — Педру Антониу Коррея Гарсан, португальский поэт, комедиограф и теоретик португальской литературы (родился 1724).